# Украјина на Светском првенству у атлетици на отвореном 2011.
Украјина је на 13. Светском првенству у атлетици на отвореном 2011. одржаном у Тегу од 27. августа до 4. септембра учествовала десети пут, односно учествовала је под данашњим именом на свим првенствима од 1993. до данас. Репрезентацију Украјине је представљало 57 такмичара (15 мушкараца и 42 жене) који су се такмичили у 27 дисциплина (10 мушких и 17 женских).,
На овом првенству Украјина је делила 11 место по броју освојених медаља са 2 медаље, једном златном и једном бронзаном.
У табели успешности према броју и пласману такмичара који су учествовали у финалним такмичењима (првих 8 такмичара) Украјина је са 6 учесника делила 14. мести са 51 бодом.
| Плас. | Земља    | 1. место | 2. место | 3. место | 4. место | 5. место | 6. место | 7. место | 8. место | Бр. финал. | Бод. |
| ----- | -------- | -------- | -------- | -------- | -------- | -------- | -------- | -------- | -------- | ---------- | ---- |
| =11.  | Украјина | 1        | 0        | 1        | 1        | 1        | 1        | 1        | 0        | 6          | 28   |

## Учесници
| Мушкарци: - Станислав Мељников — 400 м препоне - Руслан Дмитренко − 20 км ходање - Назар Коваленко − 20 км ходање - Олексиј Казањин − 50 км ходање - Дмитро Демјањук — Скок увис - Богдан Бондаренко — Скок увис - Андриј Проценко — Скок увис - Денис Јурченко — Скок мотком - Шериф ел Шериф — Троскок - Јевген Семјененко — Троскок - Андриј Семенов — Бацање кугле - Алексеј Сокирски — Бацање кладива - Роман Авраменко — Бацање копља - Олександар Пјатнитсја — Бацање копља - Алексеј Касјанов — Десетобој | Жене - Олесја Повх — 100 м, 4х100 м - Наталија Погребњак — 100 м, 4х100 м - Христина Стуј — 200 м, 4х100 м - Марија Рјемјењ — 200 м, 4х100 м - Јелисавета Бризгина — 200 м - Антонина Јефремова — 400 м, 4х400 м - Наталија Пихида — 400 м, 4х400 м - Ксенија Карандјук — 400 м - Лилија Робанова — 800 м - Јулија Кревсун — 800 м - Тетијана Петљук — 800 м - Ана Мишченко — 1.500 м - Наталија Тобијас — 1.500 м - Анжела Шевченко — 1.500 м - Тетјана Хамера-Шмирко — Маратон - Олена Бурковска — Маратон - Тетјана Холовченко — Маратон - Катерина Цеценко — Маратон - Јулија Рубан — Маратон - Анастасија Рапчењук — 400 м препоне - Хана Јарошчук — 400 м препоне - Хана Титимец — 400 м препоне - Свитлана Шмит — 3.000 м препреке - Анастасија Рапчењук — 4х400 м - Olha Zavhorodnya — 4х400 м - Ана Јарошчук — 4х400 м - Олена Шумкина — 20 км холање - Нађа Боровска-Прокопјук — 20 км холање - Олга Јаковенко — 20 км холање - Викторија Стјопина — Скок увис - Оксана Окуњева — Скок увис - Викторија Рибалко — Скок удаљ - Олга Саладуха — Троскок - Наталија Јастребова — Троскок - Руслана Цикоцка — Троскок - Наталија Фокина-Семенова — Бацање диска - Катерина Карсак — Бацање диска - Наталија Злотухина — Бацање кладива - Вира Ребрик — Бацање копља - Наталија Добринска — Седмобој - Људмила Јосипенко — Седмобој - Алина Фјодорова — Седмобој |

## Освајачи медаља (2)

### Злато (1)
- Олга Саладуха — троскок

### Бронза (1)
- Олесја Повх, Наталија Погребњак, 
 Марија Рјемјењ, Христина Стуј — 4 x 100 м

## Резултати

### Мушкарци
| Атлетичар             | Дисциплина     | Лични рекорд | Квалификације   | Квалификације   | Полуфинале            | Полуфинале           | Финале               | Финале          | Детаљи |
| Атлетичар             | Дисциплина     | Лични рекорд | Резултат        | Место           | Резултат              | Место                | Резултат             | Место           | Детаљи |
| --------------------- | -------------- | ------------ | --------------- | --------------- | --------------------- | -------------------- | -------------------- | --------------- | ------ |
| Станислав Мељников    | 400 м препоне  | 49.09        | 49,24 КВ, ЛРС   | 3. у гр. 5      | 49,74                 | 6. у гр. 1           | Није се квалификовао | 18 / 34         |        |
| Руслан Дмитренко      | 20 км ходање   | 1:21:21      |                 |                 |                       |                      | Дисквалификован      | Дисквалификован |        |
| Назар Коваленко       | 20 км ходање   | 1:21:34      | 1:25:50         | 23 / 23 (46)    |                       |                      |                      |                 |        |
| Олексиј Казањин       | 50 км ходање   | 3:50:30      | 3:56:18 ЛРС     | 19 / 24 (45)    |                       |                      |                      |                 |        |
| Дмитро Демјањук       | Скок увис      | 2,41         | 2,31 КВ         | 5. у гр. А      |                       |                      | 2,20                 | 12 / 32 (34)    |        |
| Богдан Бондаренко     | Скок увис      | 2,30         | 2,28            | 8. у гр. А      | Нису се квалификовали | 15 / 32 (34)         |                      |                 |        |
| Андриј Проценко       | Скок увис      | 2,31         | 2,21            | 12. у гр. Б     | Нису се квалификовали | 27 / 32 (34)         |                      |                 |        |
| Денис Јурченко        | Скок мотком    | 5,85         | 5,35            | 12. у гр. Б     | Нису се квалификовали | 22 / 26 (28)         |                      |                 |        |
| Шериф ел Шериф        | Троскок        | 17,72        | 16,81 кв        | 6. у гр. А      | 16,38                 | 12 / 26 (31)         |                      |                 |        |
| Јевген Семјененко     | Троскок        | 17,16        | 15,96           | 13. у гр. Б     | Није се квалификовао  | 25 / 26 (31)         |                      |                 |        |
| Андриј Семенов        | Бацање кугле   | 20,63        | Дисквалификован | Дисквалификован | Није се квалификовао  | Није се квалификовао |                      |                 |        |
| Алексеј Сокирски      | Бацање кладива | 77,98        | 73,81           | 9. у гр. Б      | Није се квалификовао  | 17 / 35              |                      |                 |        |
| Роман Авраменко       | Бацање копља   | 84,30        | 81,46 КВ        | 4. у гр. Б      | 82,51                 | 6 / 36 (37)          |                      |                 |        |
| Олександар Пјатнитсја | Бацање копља   | 84,11        | 73,56           | 14. у гр. А     | Није се квалификовао  | 29 / 36 (37)         |                      |                 |        |

#### Десетобој
| Дисциплина    | Алексеј Касјанов | Алексеј Касјанов | Алексеј Касјанов | Алексеј Касјанов | Алексеј Касјанов | Алексеј Касјанов |
| Дисциплина    | Лич. рек.        | Резултат         | Бод.             | Плас.            | Укупно           | Плас.            |
| ------------- | ---------------- | ---------------- | ---------------- | ---------------- | ---------------- | ---------------- |
| 100 м         | 10,50            | 10,75 ЛРС        | 917              | 5.               | 917              | 5.               |
| Скок удаљ     | 8,04             | 7,59 ЛРС         | 957              | 2.               | 1.874            | 3.               |
| Бацање кугле  | 15,72            | 14,43 ЛРС        | 755              | 18.              | 2.629            | 3.               |
| Скок увис     | 2,06             | 1,99             | 794              | 15.              | 3.423            | 5.               |
| 400 м         | 47,46            | 48,46            | 887              | 6.               | 4.310            | 3.               |
| 110 м препоне | 14,24            | 14,65            | 892              | 14.              | 5.202            | 3.               |
| Бацање диска  | 51,95            | 43,74            | 741              | 16.              | 5.943            | 3.               |
| Скок мотком   | 4,82             | 4,70             | 819              | 16.              | 6.762            | 7.               |
| Бацање копља  | 55,84            | 52,16 ЛРС        | 621              | 21.              | 7.383            | 13.              |
| 1.500 м       | 4:22,27          | 4:29,35          | 749              | 8.               | 8.132            | 12.              |
| Десетобој     | 8.479            |                  |                  |                  | 8.132            | 12 / 22 (30)     |

### Жене
| Атлетичарка                                                                          | Дисциплина       | Лични рекорд | Квалификације      | Квалификације      | Полуфинале            | Полуфинале            | Финале                | Финале                | Детаљи |
| Атлетичарка                                                                          | Дисциплина       | Лични рекорд | Резултат           | Место              | Резултат              | Место                 | Резултат              | Место                 | Детаљи |
| ------------------------------------------------------------------------------------ | ---------------- | ------------ | ------------------ | ------------------ | --------------------- | --------------------- | --------------------- | --------------------- | ------ |
| Олесја Повх                                                                          | 100 м            | 11.24        | 11,28 КВ           | 3. у гр. 6         | 11,48                 | 5. у гр. 2            | Није се квалификовала | 13 / 68 (73)          |        |
| Наталија Погребњак                                                                   | 100 м            | 11,17        | 11,34              | 5. у гр. 7         | Није се квалификовала | Није се квалификовала | Није се квалификовала | 19 / 68 (73)          |        |
| Христина Стуј                                                                        | 200 м            | 22,93        | 22,92 КВ, ЛР       | 4. у гр. 5         | 22,79 кв, ЛР          | 3. у гр. 2            | 23,02                 | 7 / 38 (40)           |        |
| Марија Рјемјењ                                                                       | 200 м            | 22,68        | 22,77 КВ           | 2. у гр. 4         | 22,94                 | 3. у гр. 1            | Није се квалификовала | 13 / 38 (40)          |        |
| Јелисавета Бризгина                                                                  | 200 м            | 22,44        | 23,70 КВ           | 4. у гр. 2         | Није завршила трку    | Није завршила трку    | Нису се квалификовале | Нису се квалификовале |        |
| Антонина Јефремова                                                                   | 400 м            | 50,69        | Дисквалификованa   | Дисквалификованa   | Дисквалификованa      | Дисквалификованa      | Нису се квалификовале | Нису се квалификовале |        |
| Наталија Пигида                                                                      | 400 м            | 51,38        | 51,67 КВ           | 3. у гр. 3         | 51,61                 | 4. у гр. 1            | Није се квалификовала | 10 / 33 (37)          |        |
| Ксенија Карандјук                                                                    | 400 м            | 52,19        | 54,10              | 6. у гр. 5         | Није се квалификовала | Није се квалификовала | Није се квалификовала | 27 / 33 (37)          |        |
| Лилија Робанова                                                                      | 800 м            | 1:58,30      | 2:02,84 КВ         | 4. у гр. 5         | 1:59,38               | 3. у гр. 2            | Нису се квалификовале | 11 / 32 (36)          |        |
| Јулија Кревсун                                                                       | 800 м            | 1:57,32      | 2:01,88 КВ         | 3. у гр. 2         | 2:05,37               | 6. у гр. 3            | Нису се квалификовале | 22 / 32 (36)          |        |
| Тетијана Петљук                                                                      | 800 м            | 1:57,34      | Дисквалификована   | Дисквалификована   | Није се квалификовала | Није се квалификовала | Није се квалификовала | Није се квалификовала |        |
| Наталија Тобијас                                                                     | 1.500 м          | 4:01,78      | Дисквалификована   | Дисквалификована   | Дисквалификована      | Дисквалификована      | Дисквалификована      | Дисквалификована      |        |
| Ана Мишченко                                                                         | 1.500 м          | 4:03,00      | 4:09,02 кв         | 9. у гр. 3         | 4:09,78               | 8. у гр. 1            | Није се квалификовала | 15 / 32 (36)          |        |
| Анжела Шевченко                                                                      | 1.500 м          | 4:07,24      | Дисквалификована   | Дисквалификована   | Није се квалификовала | Није се квалификовала | Није се квалификовала | Није се квалификовала |        |
| Тетјана Хамера-Шмирко                                                                | Маратон          | 2:28:14      |                    |                    |                       |                       | Дисквалификована      | Дисквалификована      |        |
| Олена Бурковска                                                                      | Маратон          | 2:28:31      | 2:34:21            | 20 / 46 (72)       |                       |                       |                       |                       |        |
| Тетјана Холовченко                                                                   | Маратон          | 2:31:37      | 2:39:25 ЛРС        | 32 / 46 (72)       |                       |                       |                       |                       |        |
| Катерина Цеценко                                                                     | Маратон          | 2:27:51      | Дисквалификована   | Дисквалификована   |                       |                       |                       |                       |        |
| Јулија Рубан                                                                         | Маратон          | 2:27:44      | Није завршила трку | Није завршила трку |                       |                       |                       |                       |        |
| Анастасија Рапчењук                                                                  | 400 м препоне    | 53,96        | 55,08 КВ           | 2. у гр. 1         | 55,06 кв              | 3 у гр. 2             | 54,18 ЛРС             | 5 / 38                |        |
| Хана Јарошчук                                                                        | 400 м препоне    | 54,77        | 55,99 КВ           | 3. у гр. 3         | 55,09                 | 4. у гр. 1            | Нису се квалификовале | 10 / 38               |        |
| Хана Титимец                                                                         | 400 м препоне    | 54,69        | 55,40 КВ           | 4. у гр. 2         | 55,82                 | 5. у гр. 3            | Нису се квалификовале | 14 / 38               |        |
| Свитлана Шмит                                                                        | 3.000 м препреке | 9:46.91      | 10:14,16           | 9. у гр. 3         |                       |                       | Нису се квалификовале | 26 / 26 (33)          |        |
| Олесја Повх Наталија Погребњак Марија Рјемјењ Христина Стуј                          | 4 х 100 м        | 42,29 НР     | 42,63 КВ, НРС      | 1. у гр. 2         | 42,51 НРС             |                       |                       |                       |        |
| Наталија Пигида Анастасија Рапчењук Ана Јарошчук Антонина Јефремова Olha Zavhorodnya | 4 х 400 м        | 3:26,28 НР   | Дисквалификована   | Дисквалификована   | Дисквалификоване      | Дисквалификоване      |                       |                       |        |
| Олена Шумкина                                                                        | 20 км ходање     | 1:38:46      |                    |                    |                       |                       |                       |                       |        |
| Олга Јаковенко                                                                       | 20 км ходање     | 1:32:08      |                    |                    |                       |                       |                       |                       |        |
| Нађа Боровска-Прокопјук                                                              | 20 км ходање     | 1:32:30      | 1:35:38            | 21 / 37 (50)       |                       |                       |                       |                       |        |
| Викторија Стјопина                                                                   | Скок увис        | 2,02         | 1,92               | 9. у гр. А         |                       |                       | Нису се квалификовале | 18 / 27 (29)          |        |
| Оксана Окуњева                                                                       | Скок увис        | 1,94         | 1,89               | 9. у гр. Б         | 19 / 27 (29)          |                       | Нису се квалификовале |                       |        |
| Викторија Рибалко                                                                    | Скок удаљ        | 6.87         | 6,45               | 6. у гр. А         | 14 / 33 (36)          |                       | Нису се квалификовале |                       |        |
| Олга Саладуха                                                                        | Троскок          | 14,98        | 14,40 кв           | 3. у гр. А         | 14,94                 |                       | [ мртва веза ]        |                       |        |
| Наталија Јастребова                                                                  | Троскок          | 14,50        | 14,21 кв           | 5. у гр. А         | 14,12                 | 9 / 34                | [ мртва веза ]        |                       |        |
| Руслана Цихоцка                                                                      | Троскок          | 14,45        | 13,28              | 15. у гр. Б        | Нису се квалификовале | 32 / 34               | [ мртва веза ]        |                       |        |
| Наталија Фокина-Семенова                                                             | Бацање диска     | 64,70        | 58,27              | 9. у гр. А         | Нису се квалификовале | 15 / 23 (24)          |                       |                       |        |
| Катерина Карсак                                                                      | Бацање диска     | 64,40        | 57,54              | 9. у гр. Б         | Нису се квалификовале | 19 / 23 (24)          |                       |                       |        |
| Наталија Злотухина                                                                   | Бацање кладива   | 72,22        | 67,57              | 11. у гр. Б        | Нису се квалификовале | 19 / 29 (30)          |                       |                       |        |
| Вира Ребрик                                                                          | Бацање копља     | 63,36 НР     | 58,50              | 5. у гр. А         | Нису се квалификовале | 15 / 27 (28)          |                       |                       |        |

#### Седмобој
| Атлетичарка        | Дисциплина | 100 м пр. | Вис      | Кугла     | 200 м    | Даљ     | Копље     | 800 м      | Укупно      | Пласман      | Белешка |
| ------------------ | ---------- | --------- | -------- | --------- | -------- | ------- | --------- | ---------- | ----------- | ------------ | ------- |
| Наталија Добринска | Резултат   | 13,43 ЛР  | 1,83 ЛРС | 16,14 ЛРС | 25,35    | 6,18    | 48,00 ЛРС | 2:11,34 ЛР | 6.539 ЛРС   | 5 / 24 (28)  |         |
| Наталија Добринска | Бодови     | 1.060     | 1.016    | 937       | 855      | 905     | 821       | 945        | 6.539 ЛРС   | 5 / 24 (28)  |         |
| Људмила Јосипенко  | Резултат   | 13,49 ЛР  | 1,83 ЛРС | 13,16 ЛР  | 24,09    | 6,03    | 42,94     | 2:14,37    | 6.263 Диск. | 10 / 24 (28) |         |
| Људмила Јосипенко  | Бодови     | 1.052     | 1.016    | 738       | 972      | 859     | 724       | 902        | 6.263 Диск. | 10 / 24 (28) |         |
| Алина Фјодорова    | Резултат   | 14,06 ЛР  | 1,80     | 14,18     | 25,35 ЛР | 5,98 ЛР | 37,13 ЛР  | 2:18,51    | 5.908       | 19 / 24 (28) |         |
| Алина Фјодорова    | Бодови     | 970       | 978      | 806       | 855      | 843     | 612       | 844        | 5.908       | 19 / 24 (28) |         |